# سلسفي متعدد السوق
السلسفي متعدد السوق أو الدَبَح متعدد السوق (باللاتينية: Scorzonera multiscapa) نوع نباتي ينتمي إلى جنس السلسفي من الفصيلة النجمية. تضعه بعض المراجع كمرادف للسلسفي رَمادي القُنْزُعَة (باللاتينية: Scorzonera phaeopappa).

## البيئة والانتشار
موطنه بلاد الشام وتركيا.